# Winkelser Straße 1 (Bad Kissingen)

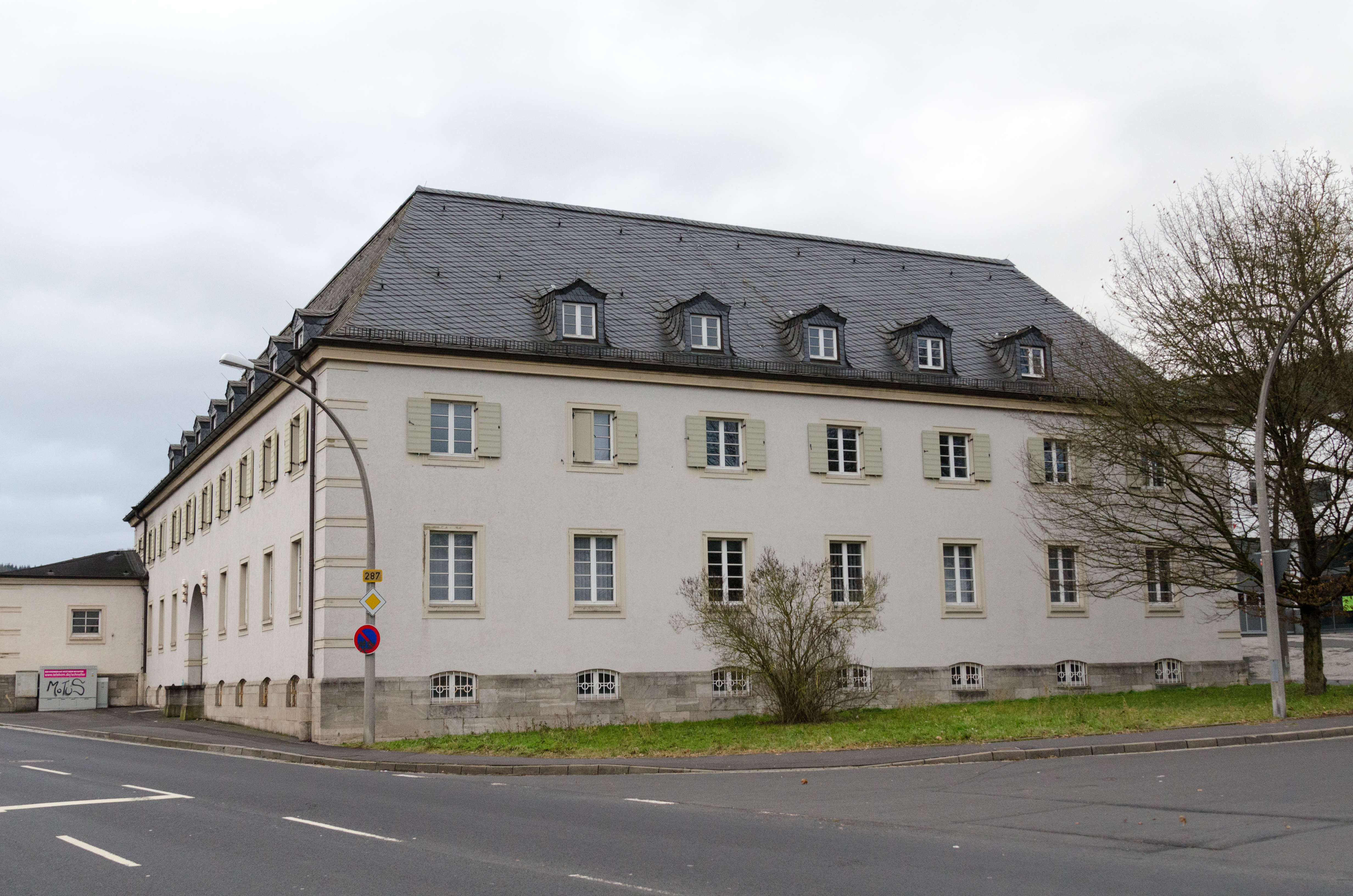
Winkelser Straße 1 in Bad Kissingen

Die ehemalige Kraftwagenhalle der Post, Winkelser Straße 1, in Bad Kissingen, der Großen Kreisstadt des unterfränkischen Landkreises Bad Kissingen, gehört zu den Bad Kissinger Baudenkmälern und ist unter der Nummer D-6-72-114-394 in der Bayerischen Denkmalliste registriert.

## Geschichte
Der Walmdachbau wurde im Jahr 1928 von dem Architekten Heinrich Götzger errichtet. Es wurde mit Innenhof und zwei Garagenflügeln angelegt und diente als Kraftwagenhalle der Post. Götzger errichtete fünf Jahre später auch das Bad Kissinger Postamt Münchner Straße 1.
Im Gegensatz zum Postamt, Münchner Straße 1, kombiniert die ehemalige Kraftwagenhalle Modernität mit Motiven des Heimatstils. In diesem Sinne zitiert sie in ihrer Anlage mit Innenhof und den beiden Gebäudeflügeln Vorbilder des ländlichen Schlossbaus.